# 李长青 (记者)
李长青（1965年2月5日—），原《福州日报》记者，采访部副主任。

## 简介
2004年，他因向海外中文网站投稿，揭露当地爆发“登革热”时候，政府所作所为。2004年12月被“双规”，2005年2月被正式逮捕，2006年1月被福州市鼓楼区人民法院以“编造、故意传播虚假恐怖信息”的罪名，判处有期徒刑三年。
2007年，世界报业协会授予李长青2008年度“自由金笔奖”。
2008年，服刑3年之后，於2月2日获释。据博讯新闻网报道，李长青精神状态很好，只是身体比较弱。他对外界的关注表示感谢。